# Providur
Providur iskrivljen izgovor od venecijanskog: provedadore = onaj koji vidi stvari, predvidetelj, talijanski: provveditore) je bio naslov za visokog vladinog dužnosnika po srednjovjekovnim državama Apeninskog poluotoka.
Osobito puno providura imala je administracija Mletačke Republike. Svakako da je od svih njih bio najpoznatiji Generalni providur Dalmacije i Albanije (od 16. st., a nakon tog i Providur za prekomorske teritorije (provedadore sopra i confini, također od (od 16. st.).
Venecija je imalo kojekakve providure, praktički gotovo za svaku djelatnost (i teritorij), tako je imala providura za vjerske objekte (provedadore alle pompe od 1476.), tri providura za krmivo (provedadore alle biade od 1363.), providura za ulje (provedadore sopra le vittuarie od 1527.), providura za javno zdravstvo (provedadore alla sanità od 1485.), providura za neobrađeno zemljište (provedadore sopra li luoghi inculti od 1556.), kao i providure za sol, meso, feudalna imanja i bezbroj drugih.
Providura je bilo i u vojnoj administraciji, osobito po venecijanskoj i firentinskoj vojsci u kojima je postojao naslov - Provedadore del campo.(Providur logora) koji je bio zadužen da u vrijeme rata osigura potrebne trupe. Oni su u Firentinskoj republici odgovarali Vijeću desetorice a u Mletačkoj Republici senatu. Njihove ovlasti su bile toliko visoke, da su ponekad preuzimali zapovijed nad čitavom vojnom operacijom.
Providura je bilo i po srednjovjekovnim lukama, pogotovo u Mletačkoj Republici odnosno Veneciji, i to po dvoje, jedan je nosio naslov - Provedadore all'Armar, on je bio zadužen za brodovlje (galije) i njihove posade, a drugi - Provedadore all'Porto se brinuo za luku. Prvi je vrlo često bio i zapovjednik vojske, koji je usto nadgledao i stanje naoružanja i opreme, a drugi koji se nominalno brinuo za luku, imao je sličnu dužnost, jedino što je njegov djelokrug bilo ono što se nalazi na kopnu.U venecijanskoj mornarici postojali su i providuri zaduženi za mornaricu (Provedadore della Camera del mare), njih su zvali i Gazde Arsenala, jer im je sjedište bilo u Arsenalu, gdje su nadgledali sav njegov posao. Njih je u 16. st. bilo čak 20, a zatim je njihov broj smanjio na tri. Naslov podeste ponovno je uveden 1919. i to samo u venecijansku luku, kao neka vrsta počasti slavnoj tradiciji, on je po svemu odgovarao lučkom kapetanu.
U Kraljevini Italiji je od 1923. postojao Provveditorato generale dello Stato to je bilo tijelo državne administracije zaduženo za nabavu, skladištenje i distribuciju svih stvari neophodnih za rad različitih državnih službi koje se uz to i brinulo o svim državnim nekretninama. Ono je egzistiralo i u novoj Talijanskoj Republici sve do 2001. kad je ukinuto, od tad je njegov djelokrug rada dodijeljen Odjelu za opću upravu i kadrove u Ministarstvu privrede i financija.
I danas se po Italiji upotrebljava taj naslov za administrativce po raznoraznim udruženjima i društvima.

## Vanjske poveznice
- Provveditore na portalu Treccani (tal.)
- Gli uffici con dignità di Sottopregadi na portalu Repubblica Serenissima (tal.)